# 方日乾
方日（1489年—？），字體道，又字子徤，號玉融，福建福清縣人。明朝政治人物。

## 生平
治《詩經》，行八，嘉靖元年（1522年）福建鄉試第四十四名舉人，年三十三歲中式嘉靖二年（1523年）癸未科會試第一百四十四名，第三甲第一百八名進士。同年授浙江德清縣知縣。任內修縣志。嘉靖七年三月擢授南京試監察御史，十一年巡按南直隶，十三年三月上言武备三事。

## 家族
曾祖方胤。祖父方玑。父方伟。母施氏。慈侍下。弟秉鉞、秉陽。